# 김준 (성우)
김준(본명: 김구, 1958년 12월 6일 ~ )은 대한민국의 성우로, 1982년 한국방송 성우극회 공채 17기로 입사했다.

## 출연 작품

### TV 애니메이션
- 강철의 연금술사(대원방송) - 스카
- 공자전(KBS) - 증삼
- 독수리 5형제(SBS) - 혁(콘돌 죠)
- 디어 브라더(투니버스) - 진우(이치노미야 타카시)
- 요괴메카드 - 아이시령
- 디지몬 크로스워즈(대원방송) - 오메가몬
- 디지몬 어드벤처:(대원방송) - 오메가몬
- 레이브(투니버스) - 게일 글로리
- 로도스도 전기 - 우드 척크
- 덕수학교&장흥회덕중학교 - 회덕중학생들
- 슈퍼 그랑죠(VIDEO) - 샤먼(데빌리우스)
- 슈퍼소년 마이티 맥스(KBS) - 노먼
- 무적왕 트라이제논 - 키무이 켄타로(켄타)
- 배트맨(SBS, 카툰네트워크) - 제임스 짐 고든
- 버블검 크라이시스 도쿄 2040 - 브라이언 메이슨
- 베르사유의 장미(KBS) - 제로델, 메르시 백작
- 사이버 시티 오에도 808 - 센고쿠(유클리)
- 신세기 사이버 포뮬러(VIDEO) - 신죠 나오키, 스고 오사무, 잭키 구데리안, 카자미 히로유키
- 소년 음양사(애니맥스) - 백호, 아베노 세이메이
- 스타 워즈: 클론 전쟁(카툰네트워크) - 윈두
- 스파이더맨(KBS) - 플래시 톰슨, 모리 벤치/하이드로 맨, 매트 머독/데어데블, 갬빗, 기타 단역
- 슬램덩크(VIDEO) - 유창수, 이정환, 성현준, 변덕규
- 사랑의 천사 웨딩피치(SBS) - 프류이
- 여신전사(투니버스) - 가하 카라카라
- 요술 공주 밍키(SBS)(新) - 밍키 아빠
- 우정의 그라운드(KBS) - 토르도
- 우주의 기사 테카맨(SBS) - 야생마(D Boy)/테카맨 번개검(블레이드)
- 이트맨(투니버스) - 볼트 크랭크
  - 이트맨 98(투니버스) - 볼트 크랭크
- 전사 골리앗(KBS) - 제나토스, 회장(악당)
- 전설의 용사 다간(VIDEO) - 세븐 체인저, 가온, 제트 세이버, 호크 세이버, 오보스, 네모토 타다시
- 쥐라기 월드컵(KBS) - 야크,블랙
- 천공전사 젠키(투니버스) - 고우라
- 카우보이 비밥 - 아시모프 소렌산
- 크르노 크루세이드(투니버스) - 듀포
- 태양의 용사 파이버드 - 가드 파이어
- 트랙시티(SBS) - 다크 어벤저
- 특수요원 오소(디즈니 채널) - 울피
- 티몬과 품바(KBS) - 프레드
- 하야테처럼!(애니맥스) - 클라우스
- 하얀마음 백구(SBS) - 블랙
- 헝그리 베스트5(KBS) - 표왕수
- 날아라 슈퍼보드 2기(KBS) - 나무귀신, 진공마왕
- 날아라 슈퍼보드 3기(KBS) - 쌍라이트 부하
- 날아라 슈퍼보드 4기(KBS) - 미라괴물
- 정글 모험왕(KBS) - 들개 대장
- 은하영웅 사이버트론(SBS) - 빌리
- 마하 고고(SBS) - 미스터 X
- 내일은 월드컵(SBS) - 김태욱
- 요술곰의 모험나라(KBS)
- 원탁의 삼총사(KBS) - 모드레드
- 마이크로맨(KBS) - 데몬 레드
- 출동! 바이오 용사(KBS) - 태권 원
- 출동! 유니온 킹(KBS) - 캡틴 크로우
- 마법소녀 리나(SBS) - 키스(NEXT)
- DARKER THAN BLACK -유성의 제미니-(애니맥스) - 파브리첸코 박사
- 겁쟁이 다람쥐 토토리(애니맥스) - 밀드레드
- 사이버시티 오에도 808(투니버스) - 유클리
- 수라왕 슈라토(VIDEO) - 천왕 휴가
- 아랑전설(VIDEO) - 빌리 칸, 제프 보가드
- 따끈따끈 베이커리(투니버스) - 왕소룡
- 은비 까비의 옛날 옛적에(KBS) - 참외밭 주인, 말을 탄 포졸
- 엑소특공대(SBS) - 마커스 대령 외
- 알라딘(KBS) - 모젠나스, 언쿠스말 왕자
- 녹색전차 해모수(KBS) - 오후의 태양단1
- 토리코(카툰네트워크) - 기림
- 바람의 전사(투니버스)
- 벨과 마법의 성(KBS)
- 엘리먼트 헌터(KBS)
- 롤러왕 파워킹(SBS)
- 뚱보기사 보리와 모리(EBS) - 해설
- 래피치와 요술장화(EBS) - 꿍꿍이, 호호 아저씨, 푸치
- 몬스터 트럭 메테오(EBS) - 빅 휠리(챔프 교관)
- 미운오리 새끼 페오(EBS) - 오렌토
- 악동클럽(EBS) - 레이
- 우주소녀 푸르나와 바다탐험대(EBS) - 깍깍이
- 잠의 요정 나일러스(EBS) - 아틀라스
- 꾀돌이 삼총사(SBS)
- 천방지축 덩크슛(SBS)
- 한국사 시간여행(EBS) - 이성계 / 홍경주
- 초속변형 자이로제타 (투니버스) - 클로드 / 고트
- 원피스 Originl (애니박스) - 제트, 피거랜드 갈링 성

### 극장용 애니메이션
- 유희왕 극장판 - 아누비스
- 원피스 극장판 Z - Z(제트)
- 101마리 강아지 - 퐁고
- 101마리 강아지 2 : 패치의 런던 대모험 - 퐁고
- 개미 - 커터 대령
- 곰이 되고 싶어요(KBS) - 까마귀
- 바람을 본 소년 - 블라닉
- 백조공주 - 로스바트
- 오디션 - 변득출
- 창백한 얼굴들
- 이집트 왕자 - 아론
- 피터팬 - 인디언 추장
- 폭풍우 치는 밤에 - 배리
- 바이오니클 - 코파카
- 아마게돈
- 공룡, 타임머신을 타다(KBS) - 우그
- 독수리 오형제 극장판(애니박스) - 레드
- 알라딘 - 모래 동굴
- 브라더 베어 - 싯카
- 토리코 극장판 : 미식신의 스페셜메뉴 - 기림
- 엘도라도(KBS/극장판) - 툴리오(케빈 클라인)
- 뮬란 - 흉노족
- 엘시드(특선/KBS) - 벤 유서프
- 헤라클레스 - 그리스인
- 정글북 - 라마
- 리틀 프린세스 소피아: 신비한 섬 - 오라이언

### 특수촬영 드라마
- 무적 파워레인저(KBS) - 토미/그린레인저
- 파워특공대(VIDEO) - 맬컴 역
- 가면라이더 블레이드(챔프) - 진 아빠 역
- 파워레인저 고버스터즈(챔프) - 비트 J 스태그 역

### 외화

#### 전담 배우
- 윌럼 더포
  - 스파이더맨(KBS) - 노먼 / 그린 고블린
  - 원스 어폰 어 타임 인 멕시코(SBS) - 바리오
  - 7월 4일생(KBS) - 찰리
  - 잉글리쉬 페이션트(KBS) - 카라바지오
  - 엑시스텐즈(KBS) - 게스
  - 월요일이 사라졌다(KBS) - 테렌스 셋맨

#### 영화
- 가위손 (KBS) - 짐 (앤서니 마이클 홀)
- 더 록 (KBS) - 대로우 (토니 토드)
- 백 투 더 퓨처 (KBS) - 데이브 (마크 맥클루어)
- 슈퍼맨 (KBS)
  - 슈퍼맨 2 (KBS)
- 식스티 세컨즈 (SBS) - 칼리트리 (크리스토퍼 에클스턴)
- 울프 (KBS)
- 툼 레이더 (KBS) - 알렉스 (대니얼 크레이그)
- 페노메논 (KBS) - 밥 (브렌트 스피너)
- 007 두 번 산다 (KBS) - 공군 장교(빌 나기) / 미국 우주조종사(폴 카슨) / 소련 우주조종사(로렌스 헤르더)
- 13번째 전사 (KBS) - 전사 (리처드 브레머)
- 스타워즈 에피소드 1: 보이지 않는 위험(KBS) - 윈두(새뮤얼 L. 잭슨) / 와토(앤드루 세콤비) / 다스 몰(레이 파크)
- 스타워즈 에피소드 2: 클론의 습격(KBS) - 윈두(새뮤얼 L. 잭슨) / 와토(앤드루 세콤비) / 해설
- 폰 부스(KBS) - 저격수 (키퍼 서덜랜드) 역
- 택시 운전사의 사랑(KBS) - 밧 (페치타이 웡캄라오) 역
- 리딕: 헬리온 최후의 빛(KBS) - 리딕 (빈 디젤) 역
- 쿨러닝(KBS) - 데리스 (리온) 역
- 섹슈얼 프렌즈(KBS) - 스탠니 (스티비 롱) 역
- 타락천사(KBS) - 하지무 (가네시로 다케시) 역
- 클루트(KBS) - 클루트 (도널드 서덜랜드) 역
- 모스트 원티드(KBS) - 제임스 (키넌 아이보리 웨이언스) 역
- 투 웡 푸(KBS) - 치치 로드리게즈 (존 레귀자모) 역
- 인디펜던스 데이(SBS) - 스티븐 (윌 스미스) 역
- 언더시즈(KBS) - 클라프 부함장(게리 부시) 역
- 반헬싱(KBS) - 드라큐라 (리처드 록스버그) 역
- 왕과의 하룻밤(KBS) - 해개 (톰 리스터 주니어) 역
- 대사건(KBS) - 장지항 과장(장가휘) / 기자(장만원) 역
- 라스트 사무라이(SBS) - 배글리 (토니 골드윈) 역
- 프리잭(KBS) - 빅터 (믹 재거) 역
- 유령작가(KBS) - 시드니 크롤 (티머시 허턴) 역
- 매트릭스(SBS) - 탱크 (마커스 총) 역
- 패트리어트(SBS) - 해리 버웰 대령 (크리스 쿠퍼) 역
- 오션스 일레븐(SBS) - 배셔 (돈 치들) 역
- 스페셜리스트(KBS) - 토마스 레온 (에릭 로버츠) 역
- 컬러 오브 머니(KBS) - 모젤 (브루스 A. 영) 역
- 아마겟돈(KBS) - 레프 (피터 스토메어) 역
- 신 영웅본색(SBS) - 뇌위 (임국빈) 역
- 탑건(SBS) - 마이크 '바이퍼' 멧커프 부대장 (톰 스커릿) 역
- 미 마이셀프 앤드 아이린(SBS)
- 해리포터와 불의 잔 - 필치 (데이비드 브래들리) 역
- 퀸 오브 뱀파이어(SBS) - 마리우스 (뱅상 페레) 역
- 빅(SBS) - 스카터 (존 로비츠) 역
- 콘 에어(KBS) - 핀볼 (데이븐 체펠) 역
- 콘 에어(SBS) - 사이러스 (존 말코비치) 역
- 풀 타임 킬러(SBS) - 오 (소리마치 다카시) 역
- 미스 에이전트(SBS) - 에릭 (벤저민 브랫) 역
- 폴리스 스토리 3(SBS) - 표강(원화) 역
- 터미네이터2(SBS) - T 1000 (로버트 패트릭) 역
- 이연걸의 히트맨(SBS) - 형사 반장(임달화) 역
- 제5원소(SBS) - 조그 (게리 올드먼) 역
- 록키3(KBS) - 클로버 랭 (미스터 티) 역
- 매드 맥스(KBS) - 구스 (스티브 비슬리) 역
- 엽문(KBS) - 금산조 (번소황) 역
- 뉴욕 아이 러브 유(KBS) - 만수크라이 (이르판 칸) 역 / 화가(유고 위셀) 역
- 디파이언스(KBS) - 그라모프 (로랜다스 보라프스키스) 역
- 폭풍의 질주(KBS) - 라우디 (마이클 루커) 역
- 쉘 위 댄스(KBS) - 아오키 (다케나카 나오토) 역
- 사선에서(KBS) - 와일더 (그레고리 앨런 윌리엄스) 역
- 라스트 캐슬(KBS) - 델로 (폴 칼데론), 윌러(델로이 린도) 역
- 걸 파이트(KBS) - 샌드로 (폴 칼데론) 역
- 크로커다일 던디2(KBS)
- 갱스터 초치(KBS) - 아기의 아버지(라풀라나 세이페모) 역
- 8인: 최후의 결사단(KBS) - 염효국 (후쥔) 역
- 리틀 뱀파이어(SBS) - 루돌프 아빠 역
- 쌍웅(KBS) - 대해 (오진우) 역
- 21그램(KBS) - 잭 조단 (베니치오 델 토로) 역
- A.I.(KBS) - 헨리 (샘 로바즈) 역
- 디스터번스(KBS) - 릭 (빈스 본) 역
- 애니멀(KBS) - 시스크 (존 C. 맥긴리) 역
- 해커스(KBS) - 칼 역
- 글레디에이터(KBS) - 링컨 (쿠바 구딩 주니어) 역
- 뒤죽박죽 고향방문(KBS) - 해설자 (돈 윌리엄스) 역
- 화소도(KBS) - 아위 (양가휘) 역
- 성월동화(KBS) - 아통 역
- 비상근무(KBS) - 마커스 (빙 레임스) 역
- 쇼생크 탈출(KBS) - 보그스 (마크 롤스턴) / 엘모 브린치(빌 볼렌더) / 검사(찰리 컨즈)
- 글루미 선데이(KBS) - 한스 (벤 베커) 역
- 헌티드 힐(KBS) - 블래번 (피터 캘러거) 역
- 영광의 대가(KBS) - 아투로 (지미 스미츠) 역
- 무간도2 - 혼돈의 시대(KBS) - 예영효 (오진우) 역
- 어 퓨 굿 맨(KBS) - 잭 로스 (케빈 베이컨) 역
- 셰익스피어 인 러브(KBS) - 말로 (루퍼트 에버렛) 역 / 워바쉬(마크 윌리엄스) 역
- 동경공략(KBS) - 이토 (아베 히로시) 역
- 나는 고백한다(KBS) - 베노어 신부 (질 펠티에) 역
- 웨어 더 머니 이즈(KBS) - 웨인 (더멋 멀로니) 역
- 세상의 모든 계절(KBS) - 칼 (마틴 세비지) / 잭(필 데이비스)
- 웰컴 미스터 맥도날드(KBS) - 우시지마 (니시무라 마사히코) 역
- 라카와나 블루스(KBS) - 루셔스 (들로이 린도) 역
- 바그다드 카페(KBS) - 살(G. 스모키 캠벨) 역
- 트로이(SBS) - 오디세우스 (숀 빈) 역
- 포인트 블랭크(KBS) - 사르테 (로슈디 젬) 역
- 태극권(KBS) - 천보 (전소호) 역
- 슬럼독 밀리어네어(KBS) - 조사관(이르판 칸) 역
- 어글리 멜라니(KBS) - 마르티네즈 (피에르프랑수아즈 마틴 라발) 역
- 셰리 베이비(KBS) - 딘 워커 (대니 트레호) 역
- 울어야 사는 여자(KBS) - 귀도 (리키 다바오) 역
- 폴리스 아카데미6(KBS) - 하이타워 (부바 스미스) 역
- 메트로(KBS) - 코다 (마이클 윈 코트) 역
- 돈벼락 맞은 사나이(KBS) - 루니 역
- 스타쉽 트루퍼스(KBS) - 에이스 (제이크 부시) 역
- 인 어 베러 월드(KBS) - 빅맨 (오디지 매슈) 역
- 포레스트 검프(KBS) - 부바(미켈티 윌리엄슨) / 알(커크 워드) / 흑표단(마이클 제이스) 역
- 사강의 요새(KBS) - 아빠자 (사이드 아마디스) 역
- 위대한 유산(KBS) - 조 (크리스 쿠퍼) 역
- 무간도3 : 종극무간(KBS) - 진 반장 역
- 참새들의 합창(KBS) - 압바스 (캠랜 데그한) 역
- 탈주자(KBS) - 로니 (에드워드 브래치퍼드) 역
- 인조인간(KBS) - 악당3 역
- 해리포터와 아즈카반의 죄수 - 아구스 필치 (데이비드 브래들리) 역
- 프레데터2(KBS) - 키스 (게리 부시) 역
- 첩혈쌍웅(KBS) - 왕해 (성규안) 역
- 에일리언4(KBS) - 조너 (론 펄먼) 역
- 천일의 스캔들(KBS) - 앤 불린 외삼촌 (데이비드 모리시) 역
- 디파티드(KBS) - 픽치(데이비드 오하라)
- 다이하드(SBS) - 테오(클레런스 길야드 주니어) / FBI 요원(그랜드 L. 버쉬)
- 시티 오브 엔젤(KBS) - 카지엘(앤드리 브라우어)
- 로미오와 줄리엣(1997년 더빙판)(KBS) - 티볼트(마이클 요크)
- 3:10 투 유마(KBS) - 터커(케빈 듀랜드) / 보안관의 부하(크리스토퍼 베리)
- 툼 스톤(KBS) - 클랜튼의 부하(토머스 헤이든 처치) / 국장(테리 오퀸) / 죠니(존 코빗) / 셔먼(마이클 루커)
- 12명의 배심원(KBS) - 배심원(세르게이 가르마쉬)
- 프리즈 프레임(KBS) - 마운트 조이(콜린 새먼)
- 흐르는 강물처럼(KBS) - 닐(스티븐 셀렌) / 술집 주인
- 트피플 엑스(KBS) - 콜야(페트르 자클)
- 일대종사(KBS) - 검객(상철룡) / 무술인(유가용)
- 도망자 2(SBS) - (웨슬리 스나이프스)
- 마우스 헌트(SBS) - 시저 (크리스토퍼 워컨)
- 이중노출(KBS) - 캘빈 (새뮤얼 L. 잭슨)
- 10인의 영웅(KBS) - 만인걸 (원표)
- 덤 앤 더머(KBS) - 니콜라스(찰스 라킷)
- 어쌔신(KBS) - 이웃집 주민(리드 다이아몬드) / 방송 기자(폴 투에프) / 은행원(안젤 바스게스)
- 이연걸의 황비홍(KBS) - 육호동(강대위)
- JFK (KBS) - 잭 루비(브라이언 도일 머레이) / 알(게리 그럽스) / 쿠바인 / 방송 기자 / 경찰
- 정글북 - 아킬라(잔카를로 에스포지토)
- 델리카트슨 사람들(KBS) - 남편(티키 홀가도)
- 바람과 함께 사라지다(KBS) - 폴크(오스카 폴크) / 브렌트(프레드 크레인)
- 내 사랑 신디(KBS) - 존(에릭 브러스코터)
- 어바웃 슈미트(KBS) - 게리(맷 윈스톤)
- LA 컨피덴셜(KBS) - 콜린스(제레미아 버켓)
- 뉴튼 보이즈(KBS) - 슬림(찰스 구닝)
- 절대쌍교(KBS) - 강옥량(오진우)
- 007 살인번호 (KBS) - 소령(피터 버튼) / 더프(윌리엄 포스터-데이비스)
- 스트리트 나이트(SBS) - 에잇볼(리처드 알렌)
- 미스테리 데이트(SBS) - 크레이그(브라이언 맥나마라)
- 퀴즈 쇼(KBS) - 알버트(행크 아자리아)
- 딥 라이징 (KBS) - 티레이(트레버 고다드)
- 굿바이(KBS) - 토가시(야마다 다츠오)
- 간디 (KBS) - 앤드류스(이안 찰슨)
- 천룡팔부 (SBS) - 정춘주(서소강)
- 여인의 초상 (KBS) - 헤이트(댄 두리에)
- 하이랜더 2(SBS) - 지미(에드 트루코)
- 스트라이킹 디스턴스(KBS) - 검사(앤드리 브라우어)
- 사형도수 (SBS) - 무술대회 우승자(왕장) / 읍장의 아들(장금)
- 올리버 트위스트 (KBS) - 노아(마이클 디어)
- 파더스 데이 (SBS) - 밥(브루스 그린우드) / 리(자레드 해리스) / 호텔 직원(윌리엄 홀)
- 육지금마 (SBS) - 한평(리건)
- 39계단 (KBS) - 형사(매슈 볼턴)
- 소림36동자 (SBS) - 풍입보
- 캠퍼스 대소동(SBS)
- 데드라인(KBS)
- 새벽의 비밀(KBS)
- 운명의 덩크슛(KBS)
- 스튜어트 리틀(KBS)
- 데이라잇(KBS)
- 파이널 디씨전(KBS)
- 좋은 친구들(KBS)
- 커리지 언더 파이어(KBS)
- 분노의 목격자(SBS)
- 단테스 피크(SBS)
- 스몰 솔저(KBS)
- 파워 오브 원(KBS)
- 마법의 나무(EBS)
- 007 죽느냐 사느냐(KBS)
- 특종 카메라(KBS)
- 위험한 도박(KBS)
- 태양의 제국(KBS)
- 지옥의 묵시록 : 리덕스(KBS)
- 빌리 베스게이트(KBS)
- 전쟁과 평화(KBS)
- 내 사랑 루시(KBS)
- 시스터 액트2(KBS)
- 소비버 탈출(SBS)
- 황비홍5(SBS)
- 쥬라기 공원(KBS)
- 엔드 오브 데이즈(KBS)
- 말레나(KBS)
- 파이널 디시즌(SBS)
- 잔혹한 음모(SBS)
- 크레이블2(SBS)
- 니키타(SBS)
- 장지웅심(SBS)
- 에어 아메리카(SBS)
- 유산상속 벼락부자(SBS)
- 폴 뉴먼의 평결(KBS)
- 명탐정 디씨(KBS)
- 머큐리(KBS)
- 사하라(KBS)
- 에어 포스 원(KBS)
- 원스 어폰 어 타임 인 아메리카(KBS)
- 하몬드 가의 비밀(KBS)
- 부귀열차(SBS)
- 이너프(KBS)
- 마이클 잭슨의 문워커(KBS)
- 에일리언3(KBS)
- 48시간 2(SBS)
- 죽음의 표적(SBS)
- 고공 침투(SBS)
- 25시의 추적(KBS)

#### 드라마
- 데미지(KBS) - 프로비셔(테드 댄슨)
- 로마(SBS) - 타이투스 풀로 (레이 스티븐슨) 역
- 로빈후드 시즌 2(KBS) - 리처드 왕 역
- 닥터후 시즌 4(KBS) - 운전사 조
- 미티어(KBS) - 칼 (마이클 루커) 역
- 호텔 바빌론(KBS) - 토니 케이스모어 (덱스터 플레처) 역
- 공룡구출 대탐험(KBS)
- 로스트(KBS) - 마이클 (해럴드 페리노) / 알퍼트(네스터 카보넬) / 래피더스(제프 파헤이) / 피어 챙 박사(프랑수아 차우)
- 의천도룡기(KBS) - 은이정 역
- 천사들의 합창(KBS) - 하이메 아빠 역
- 나노인간 제이크(KBS) - 카일 (필립 앤서니로드리게스) 역
- 리벤지(KBS) - 데이비드 (제임스 터퍼) 역
- 초한지(KBS) - 진시황 역
- 마루모의 규칙(TV조선) - 하타나카 요스케 (세라 마사노리) 역
- 백수알바, 내 집 장만기(TV조선) - 세이치(아빠) (다케나카 나오토) 역
- 롬멜(CNTV) - 스튈프나겔 역
- 셜록(KBS) - AJ(사샤 다완)
- 경감 메그레(KBS) - 다구르(존 라이트)
- 타임 트랙스(SBS) - 리드(루카 베르코비치)
- 제너레이션 워(CNTV)
- 강호풍운록(KBS)

### 내레이션
- 리얼TV 경찰24시(iTV)
- 울산MBC 캠페인(울산MBC)
- 애니멀 슈퍼파워 - 치명적 공격능력(NGC)
- 세계 걸작 다큐멘터리 (KBS) - 타임머신 1부 - 시간이 빚어낸 세상
- 세계 걸작 다큐멘터리 (KBS) - 타임머신 2부 - 삶, 시간과의 경주
- 세계 걸작 다큐멘터리 (KBS) - 타임머신 3부 - 시간의 지배자

### 라디오 드라마

#### KBS
라디오 독서실 (KBS 2라디오)
- 2001.04.22 김연수 <굳빠이, 이상> (이상)
- 2001.07.01 이용범 <11번째 사과나무>  (나 / 해설)
- 2001.09.09 하성란 <저 푸른 초원위에> (남편)
- 2001.12.23 이문구 <장이리 개암나무> (매제)
- 2014.09.21 표명희 <심야의 소리> (사내)

KBS 무대 (KBS 한민족 방송)
- 2000.09.03 동행 (인구)
- 2001.08.12 전포선생을 찾아서 (태명)
- 2004.07.04 안경 깨지던 날 (인욱)
- 2005.01.09 용서 (이수현)
- 2007.07.14 장애물 달리기 (태진)
- 2007.10.06 처마 끝에 서있는 여자
- 2009.06.20 행복을 찾아서 (팀장)
- 2009.09.26 김부식의 낮잠 (최일선)
- 2010.02.13 불효시대 (송영찬)
- 2010.09.11 네 번째 방 (편집장)
- 2010.12.11 그의 방이니까요 (수아 부)
- 2011.02.12 늙은 엄마의 첫날밤 (친구)
- 2011.04.02 마누라 팝니다 (엑스)
- 2011.11.12 산중턱에서 (최수봉)
- 2012.02.11 청소 만사성 (부장)
- 2013.07.06 램프가 있는 방 (강민호)
- 2013.08.24 진상 패밀리 (아버지)

엄길청의 성공시대 (KBS 2라디오)
- 2004.09.13 ~ 2004.09.25 제24화 남이섬 돈키호테 강우현 (강우현)

#### EBS
라디오 문학관 (EBS FM)
- 2005.06.13 ~ 2005.06.15 세계 단편소설 50선 - F. 스콧 피츠제럴드 <다시찾은 바빌론> (찰리)

### CF
- 동국제약 (판시딜, 오라메디)
- 모빌코리아 (모빌원,모빌델밧)
- 동화약품 (판콜에이,까스활명수큐,바르지오)
- 엘트웰 (엘트파이 정수기)
- 중앙종합금융
- 유진투자증권
- 삼성그룹
- 신한은행
- KT (N016, 무선 인터넷 초강대국, 메가패스)
- 동양화재
- 한독 (훼스탈플러스)
- 남양유업 (아인슈타인우유)
- 기아자동차 (옵티마)
- 삼성전자 (파브,지펠)
- 현대자동차 (테라칸)
- 대한항공  (하늘 가득히 사랑을)
- 한국GM
- 글락소스미스클라인 (잔탁, 파로돈탁스, 파로돈칫솔)
- 일동제약 (아로나민골드)
- 쌍용자동차 (뉴체어맨) (코란도)
- 명인제약 (이가탄, 콜그린)
- 국가정보원
- SK그룹 (OKSK)
- CJ제일제당 (직공모발력, 한뿌리)
- SK주식회사
- 하나대투증권
- 동방제약 (징코민)
- 우정사업본부 (우체국)
- 동원증권
- 이수건설 (브라운스톤)
- 에너자이저
- KT파워텔
- 신협중앙회 (사람이 대접받는 참은행)
- 동아일보
- 한국통신
- 대진침대
- 고려제약 (하벤F)
- 공익광고협의회 (봉투, 드림팀이 아닙니다)
- JW중외제약 (스파이크)
- 시몬스침대
- 환인제약
- 금호타이어 (솔루스 컴포트)

### 지역광고
- M스튜디오 - 청주
- 한신아파트 - 여수
- 화성파크드림 - 대구
- 유림E&C (유림아시아드타워) - 부산
- 팔공산 도림사추모공원 - 대구
- 송원가구백화점 - 전주
- 고려신용정보 - 대구

### 게임
- 스타크래프트 II - 타이커스 핀들레이 & 사신(Reaper)
- 사이퍼즈 - 전격의 윌라드
- 월드 오브 워크래프트 - 바리안 린
- 도타2 - 에니그마